# 圣匝加利亚教堂 (威尼斯)

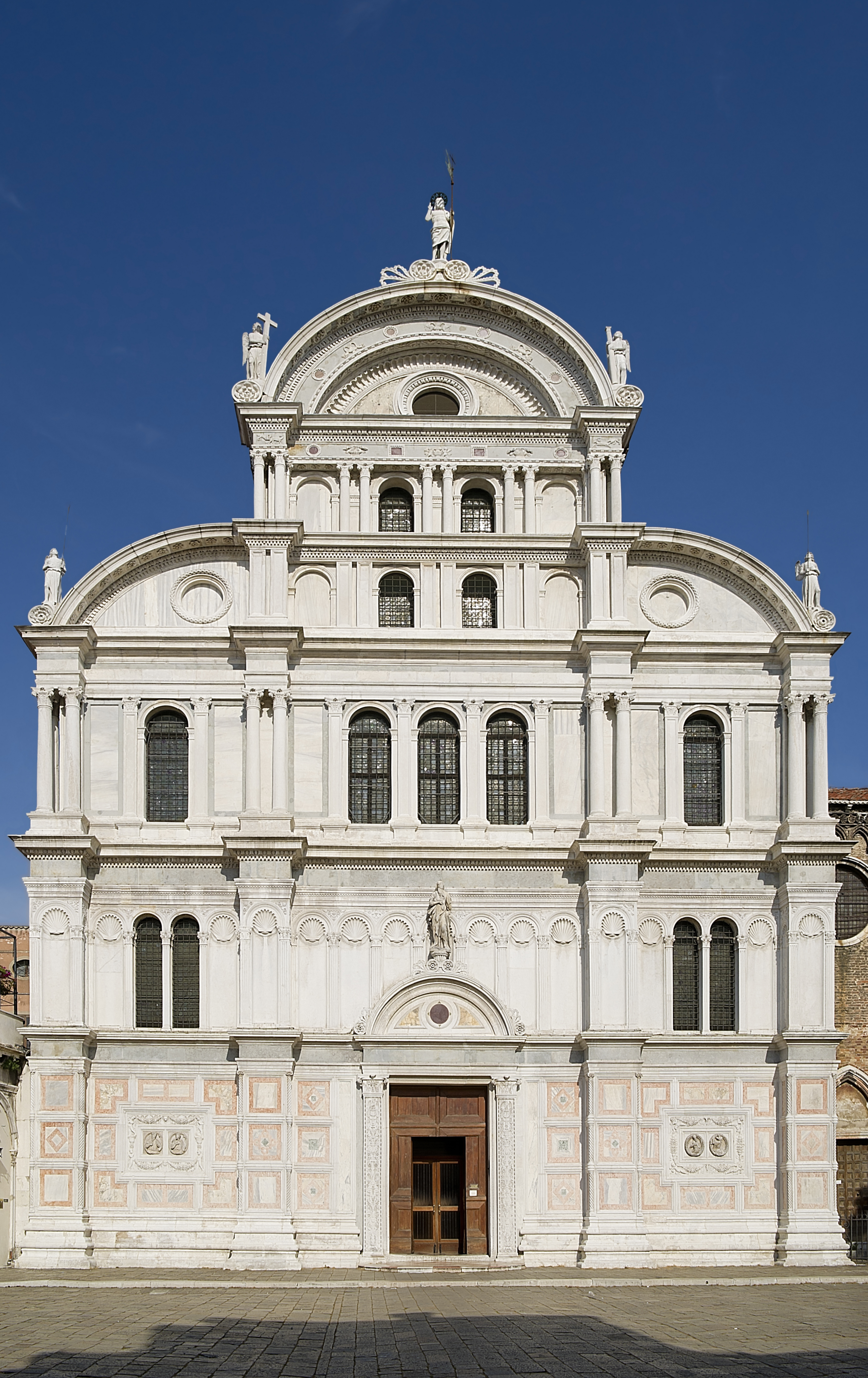
立面

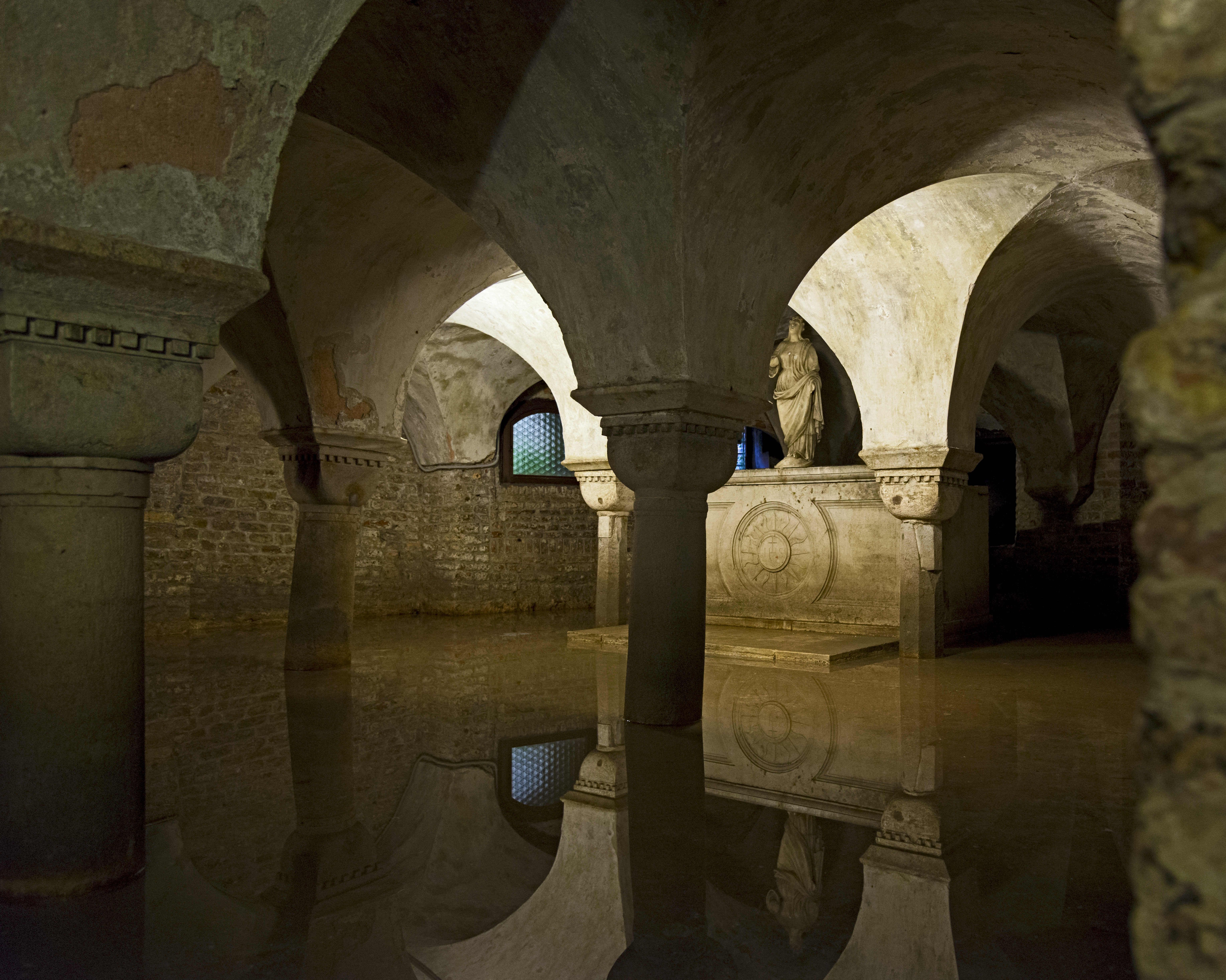
地下室

圣匝加利亞教堂（Chiesa di San Zaccaria）是威尼斯的一座教堂，供奉施洗约翰的父亲撒迦利亚，埋葬着他的尸体。这是一座巨大的建筑，位于安静的圣匝加利亞小广场（Campo San Zaccaria），就在聖馬爾谷聖殿东南方的水边。

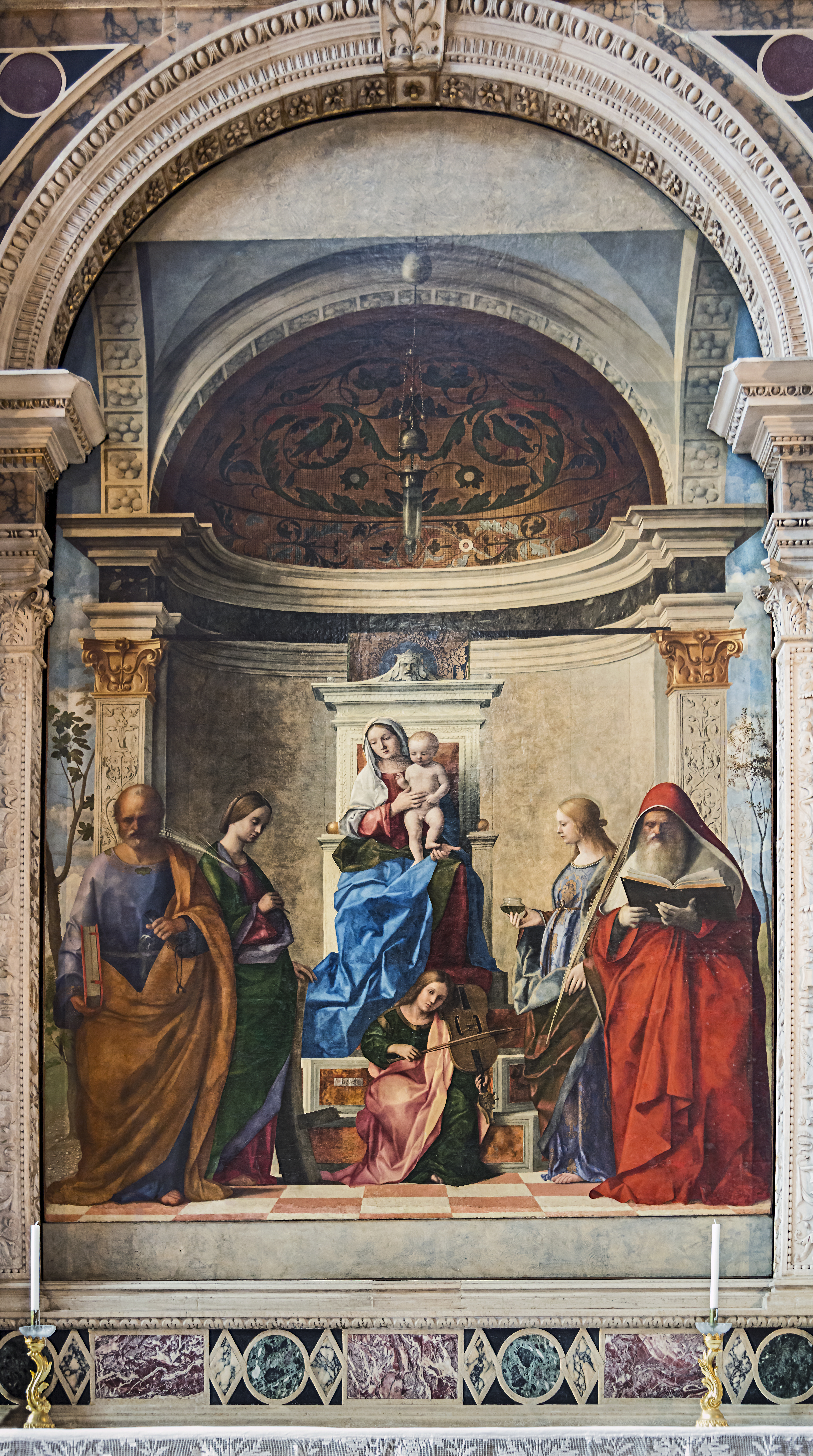
乔瓦尼·贝利尼的《圣匝加利亚祭坛画》

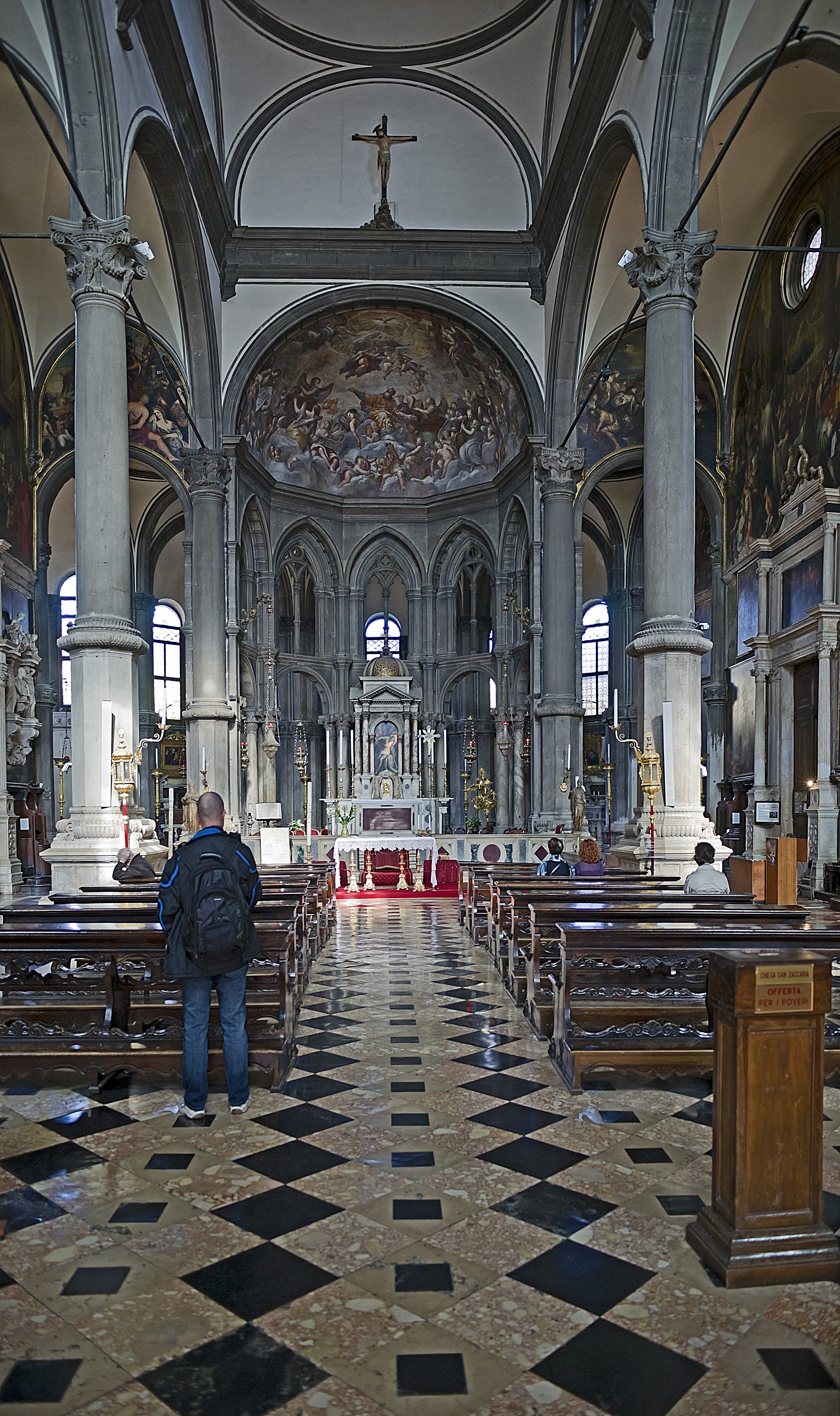
教堂內

目前这座教堂为哥特式和文艺复兴风格的混合，建于1444年到1515年。开始时建筑师是安东尼奥·干布洛（Antonio Gambello），他设计的是哥特式风格，但是立面的上部和内部的上部是由毛罗·古达西（Mauro Codussi）完成，为早期文艺复兴风格。 
该地点的第一座教堂是由威尼斯公爵帕契帕索（Giustiniano Participazio）兴建于9世纪，有八位公爵埋葬在地下室。原来的罗曼式教堂重建于1170年代得到重建，今天的钟楼就建于那时。14世纪时，又改建为一座哥特式教堂。这座教堂附属于一个本笃会修道院，每年复活节，公爵都会拜访，举行的仪式中，包括赠送公爵帽。这一传统开始于修士们在12世纪捐赠了圣马可广场扩展的土地之后。
在教堂的内部，半圆形后殿周围环绕着一个回廊，和高高的哥特式窗户，这种欧洲北部教堂建筑的典型特征在威尼斯非常独特。过道的墙壁绘满了壁画，作者包括丁托列托、安吉洛·特莱维散尼（Angelo Trevisani）、朱塞佩·萨尔维亚蒂（Giuseppe Salviati）、乔瓦尼·贝利尼（Giovanni Bellini）、安东尼奥·贝拉斯特拉（Antonio Balestra）、乔万尼·多门尼克·帖保罗（Giovanni Domenico Tiepolo）、帕尔马长老（Palma the Elder）和范戴克。艺术家亚历山德罗·维多利亚（Alessandro Vittoria）埋葬在这座教堂，他的坟墓特征是半身自画像。